# Ebastyna
Ebastyna (łac. Ebastinum) – organiczny związek chemiczny, antagonista receptora H1, lek przeciwhistaminowy II generacji. Działa poprzez swój czynny metabolit, którym jest cerebastyna.

## Wskazania
Choroby alergiczne górnych dróg oddechowych i skóry.

## Przeciwwskazania
Stosowanie leków hamujących enzymy mikrosomalne wątroby (ze względu na pojawiającą się kardiotoksyczność).

## Dawkowanie
Jednorazowa dawka 10–20 mg, według wskazań lekarza.

## Preparaty dostępne w Polsce
Dostępna handlowo pod nazwą Evastix.